# Младен Ђорђевић (трубач)
Младен Ђорђевић (Београд, 1969) је редовни професор трубе на Факултету музичке уметности у Београду од 1995. године на катедри за дувачке инструменте, од 1991. до 2011. године ради као први соло трубач Београдске филхармоније где у наредним годинама постаје један од водећих солиста на труби, како у Србији, тако и на Балкану и Европи. У току своје досадашње каријере сарађивао је са многим солистима и диригентима.

## Педагошки рад
Године 1990. године дипломирао је на Факултету музичке уметности у Београду , а на истом 1993. године магистрирао. На истом факултету 1995. године постаје доцент трубе где и данас ради у звању редовног професора. У периоду од 2005. до 2011. године предаје на Академији уметности Универзитета у Новом Саду. Од 1998. до 2011. године на Музичкој академији Универзитета Црне Горе је професор трубе.

## Солистичка каријера
Године 1989. запошљава се као трећи трубач у Београдској филхармонији где постаје први солиста на труби 1991. године и до 2011. наставља рад у истој установи. Имао је прилику да сарађује са многим значајним именима класичне музике као што су Зубин Мехта (3. Малерова симфонија), Сергеј Накарјаков, Ерик Обије, Марта Аргевич, Сретен Крстић и многи други.

## Дискографија
- ЦД Ерик Обијеа: Иван Јевтић– Комплет Trumpet works, као друга труба у Дивергенту за две трубе и оркестар (Harmonia Mundi , 2002.)[5]
- ЦД Иван Јевтић: Концерт за трубу и тромбон (ПГП РТС, Београд)
- ЦД Југослав Бошњак: Откровење Св. Јована за соло трубу и хор (ПГП РТС Београд,2008.)
- ЦД Татјане Ранковић клавир Димитри Шостакович Концерт за клавир и трубу (IBOX,N.Y.USA(2010))
- ЦД Trumpi and Jazzical са музиком Клод Болинга, Анте Гргина и М. Гарсона, за трубу и Jazz трио (ФМУ-Београд)[6]
- ЦД са Мајом Смиљанић Радић са барокним делима за трубу и оргуље (ФМУ-Београд)[6]

## Репертоар
Репертоар Младена Ђорђевића обухвата класичан репертоар трубе, од барока до 20. века и Jazza. У досадашњој каријерипосебну пажњу је посветио српским композиторима и промовисању нових дела од којих су му нека и посвећена: С. Божић Лазарево бденије, Концерт за трубу; Ј. Бошњак: Откровење Св. Јована за трубу и хор; Д. Деспић: Концерт за трубу и оркестар; Анте Гргин: Лаура-Jazz свита.

## Награде и признања
Добитник је Златне плакете Београдске филхармоније и Сребрне медаље Универзитета уметности у Београду.